# انعام کریم‌اف
انعام کریم‌اف (به ترکی آذربایجانی: İnam Kərimov) سیاستمدار و حقوقدان اهل جمهوری آذربایجان است. هم‌اکنون سکاندار وزارت کشاورزی این کشور می‌باشد.

## زندگی‌نامه
انعام کریمف در ۶ ژوئن سال ۱۹۷۷، در شهر باکو زاده شد. بین سال‌های ۱۹۸۴ تا ۱۹۹۴، در دبیرستان علوم انسانی «سید جعفر پیشوری» در باکو تحصیل کرد. در فاصله زمانی ۱۹۹۴ تا ۱۹۹۵ در مدرسه عالی «ریچمان» واقع در ایالت ایندیانای ایالات متحده آمریکا به ادامه تحصیل پرداخت. در سال ۱۹۹۵، وارد رشته حقوق بین‌الملل دانشگاه دولتی باکو و در سال ۱۹۹۸، دانش‌آموخته شد. سپس به تحصیل خود در رشته حقوق در دانشگاه استراسبورگ (سالهای ۱۹۹۸ الی ۲۰۰۰) استمرار داد. در میان سال‌های ۲۰۰۰ تا ۲۰۰۲ در مقطع کارشناسی رشته حقوق در دانشگاه سوربن تحصیل گرفت.
انعام کریمف دانش‌آموخته دکترای حقوق از دانشگاه سوربُن می‌باشد. علاوه بر زبان مادری خود- ترکی آذربایجانی، بر زبان‌های فارسی، روسی، انگلیسی و فرانسوی تسلط کامل دارد.

## کارنامه
انعام کریمف ابتدا بین سالهای ۲۰۰۲ تا ۲۰۰۴ به عنوان مشاور و بعد، از سال ۲۰۰۴ تا ۲۰۱۲ به عنوان مشاور ارشد در نهاد ریاست جمهوری آذربایجان مشغول به کار شد. وی میان سال‌های ۲۰۰۵ تا ۲۰۱۲، دبیری کمیسیون مبارزه با فساد جمهوری آذربایجان و همچنین ریاست هیئت نمایندگی آذربایجان در گروه دول شورای اروپا برای مبارزه با فساد را بر عهده داشت.
انعام کریمف به فرمان الهام علی‌اف، رئیس‌جمهوری آذربایجان در مورخه ۷ سپتامبر سال ۲۰۱۲، به سکانداری مرکز خدمات عامه و اجتماعی این کشور رسید.
وی در سال ۲۰۱۶، به عضویت در شورای گردشگری جمهوری آذربایجان درآمد.
بنابه دستور ۲۱ آوریل سال ۲۰۱۸ الهام علی‌اف، رئیس‌جمهوری آذربایجان انعام کریمف به عنوان وزیر کشاورزی جمهوری آذربایجان منصوب گردید.